# 容馬珊兒
容馬珊兒（英語：Yung Ma Shan-Yee, Betty，1949年—），前香港東區區議會北角西選區議員，北角街坊會陳維周夫人紀念學校的前任校長，亦是香港家庭傭工僱主協會(前稱香港海外女傭僱主協會)的主席。她在幾兄弟姊妹中排行最小，1966年畢業於香港島新法書院中五年級，繼而畢業於羅富國教育學院，1968年起任職於陳維周夫人紀念學校上午校，1970年升為總務主任，1980年代升為副校長，後於2001年被擢升為該校校長。另外是香港早期區議會的民選議員，曾在1982年及1985年的區議會選舉中當選成為東區區議會北角西選區的議員，是香港革新會的會員。從政時期，容馬珊兒於1983年3月1日獲港九政務署頒發長期服務感謝狀。

### 歷屆選舉結果
| 政党   | 政党   | 候选人   | 票数  | %     | ±      |
| ------ | ------ | -------- | ----- | ----- | ------ |
|        | 獨立   | 容馬珊兒 | 2,760 | 29.19 | 不適用 |
|        | 獨立   | 石貴春   | 2,510 | 26.55 | 不適用 |
|        | 獨立   | 柯渭強   | 2,243 | 23.73 | 不適用 |
|        | 革新會 | 楊廉比   | 838   | 8.86  | 不適用 |
|        | 獨立   | 徐浩然   | 413   | 4.37  | 不適用 |
|        | 獨立   | 吳建偉   | 356   | 3.77  | 不適用 |
|        | 獨立   | 莫業林   | 334   | 3.53  | 不適用 |
| 多数票 | 多数票 | 多数票   | 267   | 2.82  | 不適用 |

| 政党   | 政党     | 候选人   | 票数  | %     | ±      |
| ------ | -------- | -------- | ----- | ----- | ------ |
|        | 獨立     | 容馬珊兒 | 1,748 | 54.05 | 不適用 |
|        | 公民協會 | 江裕昌   | 959   | 29.65 | 不適用 |
|        | 獨立     | 徐浩然   | 527   | 16.3  | 不適用 |
| 多数票 | 多数票   | 多数票   | 789   | 24.4  | 不適用 |

## 註解
1. 1 2 3 4  香港議員名人錄編輯委員會 (编). . 新報. 1984: 73.
2. 1 2 3 4 5  . 香港文匯報. 2005-12-07  [2023-04-07]. （原始内容存档于2023-04-07）.
3. ↑  香港選舉資料匯編：1982年-1994年，雷競璇 沈國祥編 1995年出版 ISBN 962-441-519-6 （页面存档备份，存于）
4. ↑  . 華僑日報. 1966-11-22: 14  [2025-02-21].
5. ↑  分拆前的北角西選區，與石貴春一同參選，並因聯票效應而當選。
6. ↑  分拆後的北角西選區。上屆拍檔改為競逐從北角西分拆的北角南選區並當選。